# 玛格丽特·沃纳·托比恩
玛格丽特·沃纳·托比恩（Margaret Werner Tobien，1921年—1997年）是一位曾被关进古拉格之后幸存下来的美国女性，她当时被关在西伯利亚的一座劳改营。在成功脱逃后，她有了个儿子，名叫卡尔·托比恩（Karl Tobien），他后来写就了一部名为“在红星下起舞”（Dancing Under the Red Star）的书籍，讲述了母亲的经历。

## 早期生活
玛格丽特·沃纳生於密歇根州底特律附近，其父是福特汽车的员工。她10岁时，福特公司将其父调到了苏联。
沃纳17岁时，其父在苏联被捕。沃纳母女同時滯留在苏联境內。

## 监禁
1943年，沃纳被控犯有间谍罪，被判处10年劳役。但她却被关押了13年。

## 个人生活
获释后，沃纳与冈特·托比恩 (Karl Tobien) 结婚。二人的儿子卡尔·托比恩于1956年生于古拉格之外。卡尔5岁時和母亲以及外祖母返回美国。1991年，卡尔改宗福音派。
随着年龄的增长，卡尔愈发想要了解母亲的过往经历。她将自己的残酷历程讲给了儿子。卡尔后来写成了《在红星下起舞》一书，向世人讲述了母亲的故事。 